# Tányér
A tányér a tálnál kisebb, laposabb háztartási edény. Fő funkciója az egyéni ételadagok elkülönítése személyes étkezésnél, de dísztárgyként a konyha, a pitvar díszítésére is használták. 
Anyaga az őskorban, de még a középkorban is általában a fa volt. Később fazekasmesterek (tálasok) készítették. A magyar népi kultúrában a tányér általában belül mázas, kívül mázatlan cserépedény volt. 

## Tányérkészítő központok Magyarországon
Legnagyobb tálas központjaink az Alföldön Hódmezővásárhely, Tiszafüred, Mezőtúr, továbbá a Dunántúlon Csákvár, Tata voltak. Az egyes tányérok díszítményei az adott központ jellemző motívumait tartalmazták. 

## A tányér mint jelkép
A tányér az irgalmas szeretetet gyakorló szentek, pl. Árpádházi Szent Erzsébet attributuma (tányéron kenyér, hal vagy gyümölcs). 

## Képgaléria

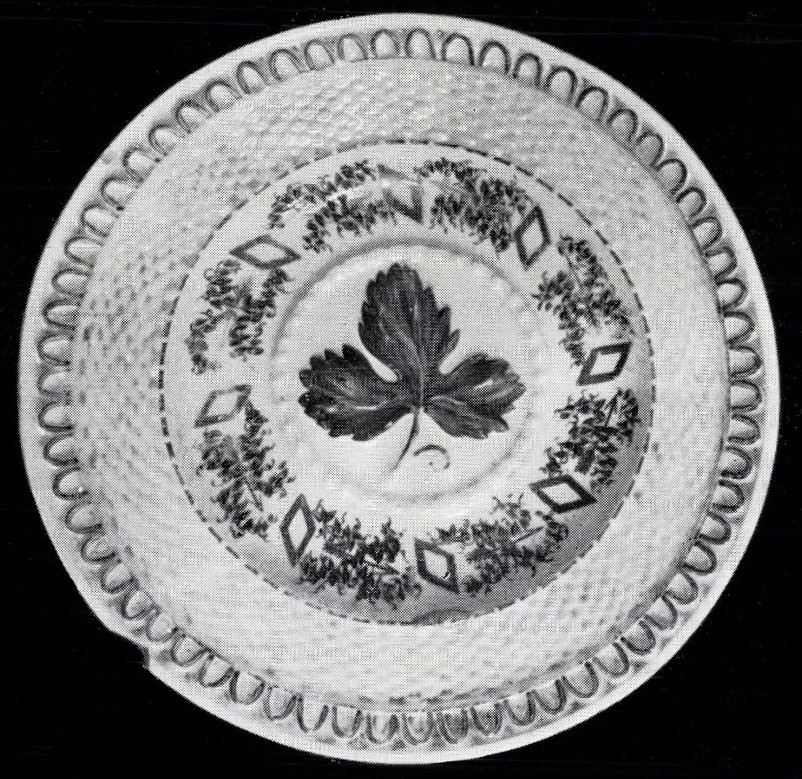
Porcelántányér Miskolcról (1838)
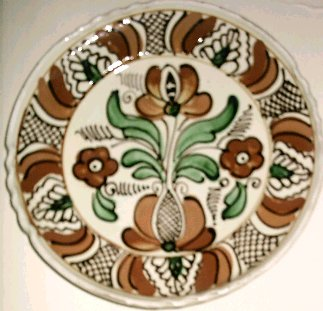
Korondi tányér